# Dutch baby pancake

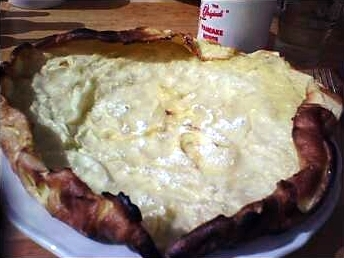
Un Dutch baby panqueque con azúcar glas servido en The Original Pancake House.

Un Dutch baby pancake (en inglés ‘mini panqueque alemán [de Pensilvania]’), llamado a veces German pancake (‘panqueque alemán’), es un dulce de desayuno parecido al Yorkshire pudding y derivado del apfelpfannkuchen (panqueque de manzana) alemán. Se hace con huevo, harina de trigo y leche, y suele condimentarse con vainilla y canela, aunque ocasionalmente también puede añadirse azúcar. Se cocina en una sartén metálica y baja poco después de sacarlo del horno. Suele servirse con limón recién exprimido, mantequilla y azúcar glas, o cubierto con fruta o jarabe de arce.
El Dutch baby se servía originalmente en grupos de tres unidades pequeñas con azúcar glas y zumo de limón recién exprimido, pero finalmente se inventó el big Dutch baby y obtuvo popularidad. De hecho, ahora el nombre original alude a esta versión de mayor tamaño.
Según la revista Sunset, los Dutch babies fueron introducidos en la primera mitad de la década de 1900 en el Manca's Cafe, un restaurante familiar de Seattle propiedad de Victor Manca. Aunque estos panqueques proceden de la receta alemana, se dice que el nombre Dutch baby fue acuñado por una de las hijas de Victor. Se cree que el término Dutch alude al grupo de inmigrantes germanoestadounidenses conocidos como alemanes de Pensilvania (Pennsylvania Dutch), donde es un corrupción de deutsch (‘alemán’).
El Dutch baby es una especialidad de algunos diners y cadenas que se especializan en platos de desayuno, como The Original Pancake House o Bickford's, que prepara tanto el Dutch baby normal como un panqueque parecido llamado Baby Apple, que incluye trozos de manzana.